# The Elephant Man's Alarm Clock
The Elephant Man's Alarm Clock är det sjuttonde studioalbumet av gitarristen Buckethead. Albumet släpptes från början som Bucketheads tredje turné CD, innan det blev tillgänglig via TDRS Music.

## Låtlista
Alla låtar är skrivna och komponerade av Buckethead och Dan Monti. 
| Nr           | Titel                                                          | Längd |
| ------------ | -------------------------------------------------------------- | ----- |
| 1.           | Thai Fighter Swarm                                             | 2:32  |
| 2.           | Final Wars                                                     | 4:08  |
| 3.           | Baseball Furies                                                | 2:38  |
| 4.           | Elephant Man's Alarm Clock                                     | 3:21  |
| 5.           | Lurker at the Threshold Part 1 (Inspirerad av H. P. Lovecraft) | 3:51  |
| 6.           | Lurker at the Threshold Part 2                                 | 2:05  |
| 7.           | Lurker at the Threshold Part 3                                 | 2:12  |
| 8.           | Lurker at the Threshold Part 4                                 | 1:31  |
| 9.           | Oakridge Cake (Hyllning till Kool Keith)                       | 3:28  |
| 10.          | Gigan                                                          | 2:29  |
| 11.          | Droid Assembly                                                 | 3:14  |
| 12.          | Bird with a Hole in the Stomach                                | 4:47  |
| 13.          | Fizzy Lipton Drinks                                            | 10:58 |
| Total längd: | Total längd:                                                   | 47:14 |